# Championnat d'Ukraine de football 2016-2017
Navigation
2015-2016 2017-2018
La saison 2016-2017 de Premier-Liga est la vingt-sixième édition de la première division ukrainienne. Les douze équipes participantes sont d'abord regroupées au sein d'une poule unique où elles s'affrontent à deux reprises, à domicile et à l'extérieur, avant d'être divisées en deux groupes entre les six premiers et les six derniers. En fin de saison, les deux derniers au classement sont relégués et remplacés par les deux premiers de deuxième division.
Le Dynamo Kiev est le tenant du titre.
Cinq billets sont décernés pour les compétitions européennes que sont la Ligue des champions et la Ligue Europa : les deux premiers du classement final joueront la Ligue des champions, alors que le vainqueur de la Coupe d'Ukraine, le 3e et le 4e du classement participeront à la Ligue Europa. À noter que le FK Dnipro est suspendu de toute compétition européenne et ne peut donc prétendre à une place qualificative.

## Participants
| \| Chornomorets Dnipro Dynamo Oleksandriïa Karpaty Stal K. Olimpik Shakhtar Volyn Vorskla Zirka Zorya \| Localisation des clubs engagés dans le championnat. |
| Chornomorets Dnipro Dynamo Oleksandriïa Karpaty Stal K. Olimpik Shakhtar Volyn Vorskla Zirka Zorya                                                           |

Légende des couleurs
- Phase de groupes de la Ligue des champions 2016-2017
- Troisième tour de qualification de la Ligue des champions 2016-2017
- Tour de barrages de la Ligue Europa 2016-2017
- Troisième tour de qualification de la Ligue Europa 2016-2017
- Promu de Persha Liha

| Club                 | Dernière montée | Classement 2015-2016 | Entraîneur                   | Depuis | Stade                           | Capacité théorique |
| -------------------- | --------------- | -------------------- | ---------------------------- | ------ | ------------------------------- | ------------------ |
| Dynamo Kiev          | 1992            | 1                    | Serhiy Rebrov                | 2015   | Stade olympique                 | 70 050             |
| Chakhtar Donetsk     | 1992            | 2                    | Paulo Fonseca                | 2016   | Arena Lviv                      | 34 915             |
| FK Dnipro            | 1992            | 3                    | Dmytro Mykhaylenko (intérim) | 2016   | Dnipro Arena                    | 31 003             |
| Zorya Louhansk       | 2006            | 4                    | Yuriy Vernydub               | 2011   | Slavutych-Arena                 | 12 000             |
| Vorskla Poltava      | 1996            | 5                    | Vasyl Sachko                 | 2014   | Stade Vorskla                   | 24 750             |
| FK Oleksandria       | 2015            | 6                    | Volodymyr Sharan             | 2012   | CSC Nika Stadium                | 7 000              |
| Karpaty Lviv         | 2006            | 7                    | Serhiy Zaytsev               | 2016   | Arena Lviv                      | 34 915             |
| Stal Kamianske       | 2015            | 8                    | Erik van der Meer            | 2015   | Stade Meteor                    | 24 381             |
| Olimpik Donetsk      | 2014            | 9                    | Roman Sanzhar                | 2014   | Stade Bannikov Stade Ioubileïny | 1 678 25 830       |
| Tchornomorets Odessa | 2011            | 11                   | Oleksandr Babych (intérim)   | 2010   | Stade Tchernomorets             | 34 164             |
| Volyn Lutsk          | 2010            | 12                   | Vitaliy Kvartsyanyi          | 2013   | Stade Avanhard                  | 12 080             |
| Zirka Kropyvnytsky   | 2016            | 1 (D2)               | Ihor Rakhayev                | 2015   | Stade Zirka                     | 13 667             |

## Compétition

### Première phase
| Rang | Équipe               | Pts   | J  | G  | N  | P  | Bp | Bc | Diff |
| ---- | -------------------- | ----- | -- | -- | -- | -- | -- | -- | ---- |
| 1    | Chakhtar Donetsk     | 60    | 22 | 19 | 3  | 0  | 47 | 14 | +33  |
| 2    | Dynamo Kiev T S      | 46    | 22 | 14 | 4  | 4  | 43 | 23 | +20  |
| 3    | Zorya Louhansk       | 40    | 22 | 12 | 4  | 6  | 34 | 21 | +13  |
| 4    | Olimpik Donetsk      | 34    | 22 | 9  | 7  | 6  | 28 | 30 | -2   |
| 5    | FK Oleksandriïa      | 33    | 22 | 9  | 6  | 7  | 37 | 28 | +9   |
| 6    | Tchornomorets Odessa | 27    | 22 | 7  | 6  | 9  | 17 | 23 | -6   |
| 7    | Vorskla Poltava      | 24    | 22 | 6  | 6  | 10 | 24 | 28 | -4   |
| 8    | Zirka Kropyvnytsky P | 23    | 22 | 6  | 5  | 11 | 20 | 33 | -13  |
| 9    | Stal Kamianske       | 24    | 22 | 6  | 6  | 10 | 20 | 25 | -5   |
| 10   | Karpaty Lviv         | 13-6  | 22 | 4  | 7  | 11 | 21 | 30 | -9   |
| 11   | FK Dnipro            | 10-12 | 22 | 4  | 10 | 8  | 21 | 30 | -9   |
| 12   | Volyn Lutsk          | 10    | 22 | 2  | 4  | 16 | 13 | 40 | -27  |

|  | Qualification pour le groupe championnat                                                                         |
|  | Qualification pour le groupe relégation                                                                          |
|  | T : Tenant du titre C : Vainqueur de la Coupe d'Ukraine S : Vainqueur de la Supercoupe d'Ukraine P : Promu de D2 |

- Le Karpaty Lviv se voit retirer six points pour la saison 2016-2017 à la suite d'une décision du comité disciplinaire de la FIFA le 4 mars 2016[2].
- FK Dnipro se voit retirer six points pour la saison 2016-2017 à la suite d'une décision du comité disciplinaire de la FIFA le 19 juin 2015[3]. Six points supplémentaires lui sont retirés le 7 février 2017 en raison de dettes impayées[4].

#### Résultats
| Résultats (▼dom., ►ext.) | CHO | DNI | DYK | KAR | OLK | OLD | STK | SHA | VOL | VOR | ZIR | ZOR |
| Tchornomorets Odessa     |     | 0-0 | 1-1 | 1-0 | 1-0 | 3-0 | 0-1 | 1-4 | 0-0 | 1-2 | 2-1 | 0-0 |
| FK Dnipro                | 1-1 |     | 1-2 | 0-0 | 1-4 | 1-1 | 1-1 | 0-2 | 5-0 | 1-1 | 0-1 | 2-0 |
| Dynamo Kiev              | 2-1 | 1-0 |     | 4-1 | 5-1 | 1-0 | 2-1 | 3-4 | 2-1 | 0-2 | 2-0 | 0-1 |
| Karpaty Lviv             | 0-0 | 1-1 | 0-2 |     | 1-0 | 0-2 | 0-1 | 2-3 | 2-1 | 1-0 | 2-3 | 2-2 |
| FK Oleksandriïa          | 2-1 | 0-0 | 1-1 | 3-2 |     | 1-1 | 2-0 | 1-2 | 6-0 | 3-2 | 4-0 | 0-1 |
| Olimpik Donetsk          | 1-0 | 3-0 | 0-4 | 0-0 | 0-2 |     | 0-0 | 1-1 | 2-1 | 3-2 | 4-2 | 0-2 |
| Stal Kamianske           | 1-2 | 1-1 | 1-2 | 0-3 | 4-1 | 2-3 |     | 0-1 | 1-0 | 0-1 | 3-0 | 0-2 |
| Chakhtar Donetsk         | 2-0 | 4-0 | 1-1 | 2-1 | 1-0 | 1-1 | 2-0 |     | 3-0 | 2-1 | 4-1 | 1-0 |
| Volyn Lutsk              | 0-1 | 3-0 | 1-4 | 1-1 | 1-1 | 2-2 | 0-1 | 0-1 |     | 0-1 | 1-0 | 0-1 |
| Vorskla Poltava          | 1-0 | 1-2 | 2-2 | 1-1 | 2-2 | 1-2 | 0-0 | 0-1 | 2-1 |     | 0-0 | 1-2 |
| Zirka Kropyvnytsky       | 0-1 | 1-1 | 2-0 | 1-0 | 1-1 | 1-2 | 0-0 | 0-3 | 2-0 | 2-0 |     | 1-1 |
| Zorya Louhansk           | 4-0 | 2-3 | 1-2 | 2-1 | 1-2 | 3-0 | 2-2 | 1-2 | 2-0 | 2-1 | 2-1 |     |

### Deuxième phase

#### Groupe championnat
| Rang | Équipe               | Pts | J  | G  | N  | P  | Bp | Bc | Diff |  | Résultats (▼ dom., ► ext.) | SHA | DYK | ZOR | OLD | OLK | CHO |
| ---- | -------------------- | --- | -- | -- | -- | -- | -- | -- | ---- |  | -------------------------- | --- | --- | --- | --- | --- | --- |
| 1    | Chakhtar Donetsk     | 80  | 32 | 25 | 5  | 2  | 66 | 24 | +42  |  | Chakhtar Donetsk           |     | 2-3 | 3-2 | 1-1 | 1-0 | 1-2 |
| 2    | Dynamo Kiev          | 67  | 32 | 21 | 4  | 7  | 69 | 33 | +36  |  | Dynamo Kiev                | 0-1 |     | 1-2 | 4-0 | 6-0 | 2-1 |
| 3    | Zorya Louhansk       | 54  | 32 | 16 | 6  | 10 | 45 | 31 | +14  |  | Zorya Louhansk             | 1-2 | 0-1 |     | 2-0 | 1-0 | 1-2 |
| 4    | Olimpik Donetsk      | 44  | 32 | 11 | 11 | 10 | 33 | 44 | -11  |  | Olimpik Donetsk            | 0-4 | 2-1 | 1-1 |     | 0-0 | 1-0 |
| 5    | FK Oleksandriïa      | 40  | 32 | 10 | 10 | 12 | 41 | 43 | -2   |  | FK Oleksandriïa            | 1-1 | 1-4 | 0-0 | 1-1 |     | 1-1 |
| 6    | Tchornomorets Odessa | 38  | 32 | 10 | 8  | 14 | 25 | 37 | -12  |  | Tchornomorets Odessa       | 0-3 | 1-4 | 0-1 | 1-0 | 0-0 |     |

|  | Qualification pour la Ligue des champions 2017-2018                                       |
|  | Qualification pour le troisième tour de qualification de la Ligue des champions 2017-2018 |
|  | Qualification pour la Ligue Europa 2017-2018                                              |
|  | Qualification pour le troisième tour de qualification de la Ligue Europa 2017-2018        |

#### Groupe relégation
| Rang | Équipe             | Pts   | J  | G  | N  | P  | Bp | Bc | Diff |  | Résultats (▼ dom., ► ext.) | VOR | STK | ZIR | KAR | DNI | VOL |
| ---- | ------------------ | ----- | -- | -- | -- | -- | -- | -- | ---- |  | -------------------------- | --- | --- | --- | --- | --- | --- |
| 1    | Vorskla Poltava    | 42    | 32 | 11 | 9  | 12 | 32 | 32 | 0    |  | Vorskla Poltava            |     | 2-0 | 1-1 | 0-0 | 1-0 | 2-0 |
| 2    | Stal Kamianske     | 40    | 32 | 11 | 8  | 13 | 27 | 31 | -4   |  | Stal Kamianske             | 0-0 |     | 1-0 | 2-1 | 0-1 | 2-0 |
| 3    | Zirka Kropyvnytsky | 34    | 32 | 9  | 7  | 16 | 29 | 43 | -14  |  | Zirka Kropyvnytsky         | 1-0 | 0-1 |     | 3-2 | 1-1 | 2-0 |
| 4    | Karpaty Lviv       | 30-6  | 32 | 9  | 9  | 14 | 35 | 41 | -6   |  | Karpaty Lviv               | 0-1 | 2-0 | 2-1 |     | 2-2 | 1-0 |
| 5    | FK Dnipro          | 22-15 | 32 | 8  | 13 | 11 | 31 | 40 | -9   |  | FK Dnipro                  | 2-0 | 0-0 | 1-0 | 2-3 |     | 0-3 |
| 6    | Volyn Lutsk        | 7-6   | 32 | 4  | 4  | 24 | 17 | 51 | -34  |  | Volyn Lutsk                | 0-1 | 0-1 | 1-0 | 0-1 | 0-1 |     |

|  | Relégation en deuxième division |

- En plus de ses douze points déjà retirés, le FK Dnipro se voit pénalisé de trois points supplémentaires le 6 avril 2017[5].
- Le Volyn Lutsk se voit retirer six points le 11 mai 2017[6].
- Le match Dnipro-Volyn du 31 mai 2017 est arrêté à la 55e minute pour des raisons de sécurité alors que le score était de 1-0[7]. Le match est donné perdant pour le Dnipro sur tapis vert sur le score de 0-3 par la fédération ukrainienne de football le 27 juin suivant[8].